# بنو سليم
بنو سُليم قبيلة قيسية مضرية عدنانية ، كانوا وما زالوا يقيمون في الحجاز، وقد هاجرت بطون منهم إلى ليبيا وتونس، وبقيت بطون منهم من فرع بني الحارث بن بهثة بن سليم في ديارهم الأصلية في الحجاز ما بين مكة المكرمة والمدينة المنورة خاصة في محافظة الكامل وفي وادي ستارة ووادي ساية ووادي قديد وفي حرة بني سليم على طريق الهجرة النبوية من مكة المكرمة إلى المدينة المنورة وهم أخوال الرسول محمد من بعض جداته حيثُ أنه قال في حديثه الشهير: «أنا ابن العواتك من سليم».
والتحق بنو سليم بالدعوة الإسلامية مع النبي يوم فتح مكة، وقدم لوائهم على ألوية القبائل. وكان لونه أحمر وقد شارك بنو سُليم في الفتوحات الإسلامية في عهد الخلفاء الراشدين، شأنهم شأن القبائل العربية الأخرى، فقد خرج كثير من رجالهم مع جيوش الفاتحين، فمنهم من اتجهوا صوب الشام، ومنهم مجموعات أخرى اتجهوا إلى العراق وآخرين إلى خراسان والري وشمال افريقيا.

## نسبهم
تنتسب قبيلة سليم الى :
- سُليم بن منصور بن عكرمة بن خصفة بن قيس عيلان بن مضر بن نزار بن معد بن عدنان من ذرية إسماعيل بن إبراهيم.
- وأمه هي: تكمة بنت مر بن أد بن طابخة بن إلياس بن مضر بن نزار بن معد بن عدنان وهي أخت تميم بن مر جد قبيلة بني تميم

قال أبو عبد الله محمد بن أحمد بن عبد الله الأسدي سنة 322 هـ : «سليم بن منصور بن عكرمة بن خصفه بن قيس بن عيلان بن مضر، وسليم شعب لا قبيلة، لأنه خرج منه عدة قبائل وعمائر وبطون وأفخاذ»
قال الحمداني:- «وهم أكثر قبائل قيس عدداً، وفيهم الأبطال الأنجاد، والخيل الجياد»
قال ابن خلدون:- «وأما بني سليم هؤلاء فبطن متسع من أوسع بطون مضر وأكثرهم جموعاً، وهم بنو سليم بن منصور بن عكرمة بن خصفة بن قيس، وفيهم شعوب كثيرة»

## حديث «أنا ابن العواتك من سليم»
قال النبي محمد في حديث صحيح شهير: «أنا ابن العواتك من سليم»، والعواتك هُن ثلاث نساء من جدات النبي محمد جميعهن يحملن اسم عاتكة ومن قبيلة بني سليم.
وأولهن هيّ عاتكة بنت هلال بن فالج بن ذكوان بن ثعلبة بن بهثة بن سُليم بن منصور بن عكرمة بن خصَفَة بن قيس عيلان بن مضر بن نزار بن معد بن عدنان، تزوجها سيد قريش قصي بن كلاب فأنجبت له عبد مناف جد قبيلتي بني أمية وبني هاشم.
وابنها عبد مناف تزوج ابنة خاله عاتكة بنت مرة بن هلال بن فالج بن ذكوان بن ثعلبة بن بهثة بن سُليم بن منصور بن عكرمة بن خصَفَة بن قيس عيلان بن مضر بن نزار بن معد بن عدنان، فأنجبت له سيد قريش هاشم بن عبد مناف جد آل البيت بني هاشم.

وعاتكة الثالثة ابنة أخ عاتكة الثانية وحفيدة أخ عاتكة الأولى هيّ عاتكة بنت الأقوص بن مرة بن هلال بن فالج بن ذكوان بن ثعلبة بن بهثة بن سُليم بن منصور بن عكرمة بن خصَفَة بن قيس عيلان بن مضر بن نزار بن معد بن عدنان، تزوجها عبد مناف بن زهرة بن كلاب القرشي سيد بني زهرة وابن أخ قصي بن كلاب جد النبي وزوج عاتكة الأولى، فأنجبت عاتكة الثالثة لعبد مناف بن زهرة وهب بن عبد مناف والد آمنة بنت وهب أم النبي محمد.

## سلسلة النسب في بني سليم
ولدُ منصور بن عكرمة : مازن و هوازن (أمهما : سلمى بنت غني بن يعصر)، وسليم و سلامان (أمهما : تكمة بنت مر بن أدّ). والنسب المذكور في عقب منصور في: هوازن وفيها العدد، وفي سُليم وفيها أيضاً عدد ونباهة، وفي مازن وهي دونهما. وكان لسُليم من الولد: بُهثة، ومنه جميع أولاده. ولدُ سليم : بهثة، وأولد بهثة (الحارث، ثعلبة، امرؤ القيس، عوف، ثعلبة، معاوية، سليم).
وقيل أنهم في القرن السابع الهجري إذا نادت العرب: يا لَ منصور! بأفريقية، يقال: إنها تجتمع في مائة ألف فارس. ولهم هنالك عزة وثروة، وتحكمَ على البلاد والعباد. وهم من صعيد مصر إلى البحر المحيط قد عمروا مسافة نصف المعمورة؛ ولا نعلم في الشَّرق ولا في الغرب للعرب جمُجمة أعظم منها. وإنهم إذا نادوا: يا الَ منصور! في العرب والعراق والجزيرة يجتمع لهم نحو خمسين ألف فارس!. وبطون سُليم هي:
- بنو عصية. وقد قيل انهم من بني عصية بن معيص من قريش.[10][11][12]
- بنو بهز
- بنو بُهثة
- بنو زِغب
- بنو رِعل
- بنو مطرود
- بنو ذكوان
- بنو الشَّريد[13]

قال في العبر: «وكانت مساكنهم في عالية نجد بالقرب من خيبر.وكانت منازلهم: حرة سليم، وحرة النار، بين وادي القرى وتيماء. ثم أن أكثرهم تحولوا إلى مصر وبرقة وإفريقية، وصار لهم في تلك الأوطان عدد عظيم.» وقال الحمداني: «ومنهم بالصعيد والفيوم والبحيرة خلق كثير. ثم قال: وبإفريقية (يعني من طرابلس إلى طنجة) حي عظيم» وقال في مسالك الأبصار: «وببرقة ممايلي الغرب مما يلي مصر. قال: وفيهم الأبطال الأنجاد، والخيل الجياد» وقال في العبر:«وقد استولوا على برقة، وهى إقليم طويل متسع الأطراف، قد خربوا مدنه، ولم يتركوا بها ولاية ولا إمرة إلا لمشائخهم»

## صحابة وابطال ومشاهير من بنو سليم
الطبقة الأولى
- مجاشع بن مسعود بن ثعلبة بن وهب بن عائذ بن ربيعة بن يربوع بن سمال بن عوف بن امرئ القيس بن بهثة بن سُليم.
- العباس بن مرداس بن أبي عامر بن جارية بن عبس بن رفاعة بن الحارث بن بهثة بن سليم : من كبار الصحابة.
- صخر بن عمرو بن الحارث بن عمرو الشريد بن رياح بن يقظة بن عصيّة بن خفاف بن امرئ القيس بن بهثة بن سليم.
- مالك بن خالد بن صخر بن عمرو الشريد بن رياح بن يقظة بن عصيّة بن خفاف بن امرئ القيس بن بهثة بن سليم، توجته سليم ملكا وكان يسمى ذا التاج قتله عبدالله بن جذل الطعان الكناني في حروب بني سليم ضد بني فراس من كنانة.[16]
- كرز بن خالد بن صخر بن عمرو الشريد بن رياح بن يقظة بن عصيّة بن خفاف بن امرئ القيس بن بهثة بن سليم، قتله عبدالله بن جذل الطعان الكناني.[16]
- عمرو بن خالد بن صخر بن عمرو الشريد بن رياح بن يقظة بن عصيّة بن خفاف بن امرئ القيس بن بهثة بن سليم.
- نبيشة بن حبيب بن رئاب بن رواحة بن مليل بن عصيّة بن خفاف بن امرئ القيس بن بهثة بن سليم رمى ربيعة بن مكدم الكناني حامي الظعائن وفارس بني كنانة بسهم فقتله ثم قتلته بنو كنانة.[17]
- معاوية بن عمرو بن الحارث بن عمرو الشريد بن رياح بن يقظة بن عصيّة بن خفاف بن امرئ القيس بن بهثة بن سليم.
- عباس بن حي الأصم الرعلي السلمي سيد بني سليم في حرب الفجار وقتل فيها.[18][19]
- عباس بن زعل بن هني بن أنس السلمي سيد بني سليم في حرب الفجار.[18][19]
- جاهمة بن العباس بن مرداس بن أبي عامر السلمي.
- المعترض بن حبواء السلمي من بني ظفر بن الحارث بن بهثة بن سليم: فارس وسيد بني ظفر قادهم في يوم معركة أنف عاذ.
- سعيد بن سفيان بن مالك بن حبيب بن زعب بن مالك بن خفاف بن امرئ القيس بن بهثة بن سليم.
- أبو الشجرة عمرو بن عبد العزى بن عبد الله بن رواحة بن مليل بن عصية بن خفاف بن امرئ القيس بن بهثة بن سليم.
- المنقع بن مالك بن أمية بن عبد العزى بن عَمَل بن كعب بن الحارث بن بُهثة بن سُليم.
- ضميرة بن سعيد بن سفيان بن مالك بن حبيب بن زعب بن مالك بن خفاف بن امرئ القيس بن بهثة بن سليم.
- العرباض بن سارية السلمي.
- أبو العاج كثير بن عبد الله بن فروة بن الحارث بن حنتم بن عبد بن حبيب بن مالك بن عوف بن عصية بن خفاف بن امرئ القيس بن بهثة بن سليم.
- كنانة بن الحكم بن خالد بن الشريد بن رياح بن يقظة بن عصية بن خفاف بن امرئ القيس بن بهثة بن سليم.
- معاوية بن الحكم بن خالد بن صخر بن الشريد بن رياح بن يقظة بن عصية بن خفاف بن امرئ القيس بن بهتة بن سليم.
- ضمضم بن الحارث بن جشم بن عبد بن حبيب بن مالك بن عوف بن يقظة بن عصية بن خفاف بن امرئ القيس بن بهثة بن سليم.
- عتبة بن يربوع بن حبيب بن مالك وهو فرقد بن أسعد بن رفاعة بن الحارث بن بهثة بن سليم.
- شيبان بن عباد بن سفيان بن خالد بن سالم بن مرة بن عبس بن رفاعة بن الحارث بن بهثة بن سليم.
- عروة بن أسماء بن الصلت بن حبيب بن حارثة بن هلال بن سمال بن عوف بن امرئ القيس بن بهثة بن سليم.
- يزيد بن اسيد بن زافر بن أسماء بن اسيد بن قنفذ بن جابر بن مالك بن عوف بن امرئ القيس بن بهثة بن سليم.
- عبد الله بن خازم بن أسماء بن الصلت بن حبيب بن حارثة بن هلال بن سمال بن عوف بن امرئ القيس بن بهثة بن سليم.
- سيابة بن عاصم بن سباع بن خزاعي بن محاربي بن مرة بن هلال بن فالج بن ذكوان بن ثعلبة بن بهثة بن سليم.
- قيس بن الهيثم بن قيس بن الصلت بن حبيب بن حارثة بن هلال بن سمال بن عوف بن امرئ القيس بن بهثة بن سليم.
- خفاف بن عمير بن الحارث بن عمرو بن الشريد بن رياح بن يقظة بن عصية بن خفاف بن امرئ القيس بن بهثة بن سليم.
- الأخنس بن حبيب بن جرة بن زعب بن مالك بن خفاف بن امرئ القيس بن بهته بن سليم.
- يزيد بن الأخنس بن حبيب بن جرة بن زعب بن مالك بن خفاف بن امرئ القيس بن بهته بن سليم.
- الصحابي مروان بن المعطل السلمي
- الشاعرة الخنساء

الطبقة الثانية
- محمد بن عيسى بن سَوْرة بن موسى بن الضحاك، السلمي الترمذي

الطبقة الثالثة
- حمد بن سيف النصر بن سيف النصر " الثالث "